# Antal Spányi
Antal Spányi  (n. 13 noiembrie 1950, Budapesta, Republica Populară Ungară) este un episcop romano-catolic maghiar.